# Los Fayos
Los Fayos är en ort i Spanien.   Den ligger i provinsen Provincia de Zaragoza och regionen Aragonien, i den nordöstra delen av landet, 230 km nordost om huvudstaden Madrid. Los Fayos ligger 559 meter över havet och antalet invånare är 172.
Terrängen runt Los Fayos är kuperad söderut, men norrut är den platt. Runt Los Fayos är det mycket glesbefolkat, med 5 invånare per kvadratkilometer. Närmaste större samhälle är Tarazona, 5,4 km nordost om Los Fayos. Omgivningarna runt Los Fayos är i huvudsak ett öppet busklandskap.